# 小牧十観音
小牧十観音（こまきじゅうかんのん）は、愛知県小牧市にある、観音菩薩を祀った10寺の寺院の総称である。

## 寺院一覧
1. 小松寺 - 小牧市小松寺にある真言宗の寺院。通称「小松観音」。
2. 観音寺 - 小牧市岩崎にある曹洞宗の寺院。
3. 真福寺 - 小牧市久保一色にある臨済宗の寺院。
4. 正眼寺 - 小牧市三ッ渕にある曹洞宗の寺院。
5. 龍泉院 - 小牧市多気南町にある曹洞宗の寺院。
6. 養光寺 - 小牧市市之久田にある曹洞宗の寺院。
7. 玉林寺 - 小牧市小牧にある曹洞宗の寺院。通称「小牧観音」。
8. 戒蔵院 - 小牧市小牧にある真言宗の寺院。通称「火伏観音」（ひふしかんのん）。
9. 龍洞院 - 小牧市野口にある曹洞宗の寺院。通称「野口観音」。
10. 大泉寺 - 小牧市池之内にある曹洞宗の寺院。